# 해리 멜링
해리 멜링(Harry Edward Melling, 1989년 5월 13일 ~ )은 잉글랜드의 배우이다. 해리 포터 영화 시리즈에서 두들리 더즐리 역으로 출연하였다.

## 출연 작품
- 해리포터와 마법사의 돌
- 해리포터와 비밀의 방
- 해리포터와 죽음의 성물
- 웨이팅 포 더 바바리안 - 수비대 병사 4 역
- 악마는 사라지지 않는다
- 올드 가드
- 페일 블루 아이 - 에드거 앨런 포 역